# The Captain & the Kid
| 전문가 평가          | 전문가 평가 |
| 총 점수              | 총 점수     |
| 출처                 | 점수        |
| -------------------- | ----------- |
| 메타크리틱           | 69/100      |
| 평가 점수            |             |
| 출처                 | 점수        |
| AllMusic             | [ 2 ]       |
| Being There Magazine | [ 3 ]       |
| Entertainment Weekly | (A-)        |
| The Independent      | [ 5 ]       |
| Los Angeles Times    | [ 6 ]       |
| Music Box            | [ 7 ]       |
| PopMatters           | (4/10)      |
| Rolling Stone        | [ 9 ]       |
| This Is London       | [ 10 ]      |
| Twisted Ear          | [ 11 ]      |

《The Captain & the Kid》는 2006년 9월 18일에 발매된 영국의 음악가 엘튼 존의 서른 번째 스튜디오 음반이다. 이 음반은 작사가 버니 토핀과 함께 그의 두 번째 자전적 음반으로, 1975년 음반 《Captain Fantastic and the Brown Dirt Cowboy》의 후속 음반이다. 《The Captain & the Kid》는 30년 동안 그들의 삶에서 있었던 일들을 노래했다.
《The Captain & the Kid》는 영국에서 6위에 올랐고, 미국에서 18위에 올랐다.

## 배경
라디오 싱글로 〈The Bridge〉가 발매되었다. 이 음반의 책자에는 존과 토핀의 전 생애 사진이 수록되어 있으며, 가사 부분에는 음반에 수록되지 않는 〈Across the River Thames〉와 〈12〉라는 두 곡이 수록되어 있다.
존과 토핀이 음반 표지에 함께 등장한 첫 음반이기도 하다. 이 음반은 또한 키보드에 가이 바빌론이 참여하는 마지막 스튜디오 음반이었고, 그는 2009년에 심근 경색으로 사망하였다.
밥 버치가 2012년 8월 사망 전에 마지막으로 참여한 존의 솔로 스튜디오 음반이기도 하다(버치는 마지막으로 《노미오와 줄리엣》 사운드트랙에 참여했다).

## 곡 목록
모든 곡들은 엘튼 존과 버니 토핀에 의해 작사/작곡하였다.
| #  | 제목                                      | 재생 시간 |
| -- | ----------------------------------------- | --------- |
| 1. | 〈Postcards from Richard Nixon〉          | 5:15      |
| 2. | 〈Just Like Noah's Ark〉                  | 5:33      |
| 3. | 〈Wouldn't Have You Any Other Way (NYC)〉 | 4:38      |
| 4. | 〈Tinderbox〉                             | 4:25      |
| 5. | 〈And the House Fell Down〉               | 4:48      |

| #  | 제목                              | 재생 시간 |
| -- | --------------------------------- | --------- |
| 1. | 〈Blues Never Fade Away〉         | 4:45      |
| 2. | 〈The Bridge〉                    | 3:38      |
| 3. | 〈Must Have Lost It on the Wind〉 | 3:53      |
| 4. | 〈Old '67〉                       | 4:01      |
| 5. | 〈The Captain and the Kid〉       | 5:03      |

## 인증
| 국가       | 인증 |
| ---------- | ---- |
| 영국 (BPI) | 실버 |